# 충주고등학교
충주고등학교(忠州高等學校)는 대한민국 충청북도 충주시 호암동에 있는 공립 고등학교이다.

## 학교 연혁
- 1940년 4월 1일 : 충주중학교 인가(5년제)
- 1940년 4월 18일 : 개교(거룡2길 14)
- 1951년 8월 31일 : 학제 개편으로 중학교와 분리, 충주고등학교 인가
- 1964년 5월 1일 : 신 교사로 이전(형설로 77)
- 1975년 2월 1일 : 현 교사로 이전(예성로 37)
- 1976년 3월 1일 : 충주고부설방송통신고등학교 개교
- 1988년 9월 7일 : 다목적 과학관 준공(현 호암학사)
- 1999년 11월 23일 : 제1회 미을제 개최
- 2002년 11월 20일 : 제3동 교사 교실 12실 준공
- 2004년 12월 27일 : 호암관 준공
- 2007년 12월 14일 : 반기문학사 준공
- 2013년 3월 1일 : 자율형공립고 운영
- 2014년 3월 1일 : 경제교육 연구학교 운영
- 2020년 3월 1일 : 사회중점과정, 고교학점제 연구학교 운영
- 2024년 2월 7일 : 제80회 졸업식(182명) 누계 26,557명
- 2024년 3월 1일 : 제31대 김동영 교장 취임
- 2024년 3월 1일 : 자율형공립고 2.0 지정 운영
- 2024년 3월 4일 : 제83회 입학식(8학급 194명)

## 참고 자료
- 충주고등학교 - 한국교육학술정보원 학교알리미